# Pomnik pamięci harcerzy plutonu „Alicja” w Krakowie
Pomnik pamięci harcerzy plutonu „Alicja” w Krakowie – pomnik w formie obelisku z tablicami pamiątkowymi znajdujący się przy ulicy J. Zamoyskiego 2, w obejściu kościoła pw. św. Józefa w Dzielnicy XIII Podgórze w Krakowie. Obelisk upamiętniający harcerzy poległych w czasie II wojny światowej został odsłonięty 21 listopada 1998 roku.
Pluton „Alicja” – podgórski pluton Grup Szturmowych, działający od wiosny 1943 roku na terenie Krakowa. Jednostka została stworzona na bazie Roju Podgórskiego przez Franciszka Baraniuka, pseudonim Szulce. W jej skład wchodziły harcerki i harcerze w wieku około 17–20 lat (najmłodszy Czesław Sutek, pseudonim Cenio miał 15 lat), a ich pierwszym dowódcą został Mieczysław Barycz, pseudonim Lis. W lipcu 1943 roku, ze względu na trudności z utrzymaniem dyscypliny i konspiracji, rozkazem komendanta Chorągwi Krakowskiej hm. Edwarda Heila, pseudonim Jerzy, pluton Alicja został oddany do dyspozycji Kierownictwu Dywersji Krakowskiego Okręgu Armii Krajowej. Jednostka liczyła wówczas około pięćdziesięciu chłopców i dwanaście dziewcząt. Dowództwo Szarych Szeregów nie zrezygnowało jednak z nadzoru nad Plutonem, utrzymując nad nim pieczę wychowawczą. Podwójne dowództwo (ze strony Kedywu działania Plutonu kontrolował por. Ryszard Nuszkiewicz, pseudonim Powolny, natomiast od strony Szarych Szeregów – Szulce, Lis oraz Jerzy) utrudniało utrzymywanie członków Plutonu w ryzach dyscypliny i konspiracji.
Członkowie Plutonu prowadzili działania sabotażowe: kolportaż nielegalnej prasy, zastraszanie rodzin niemieckich, niszczenie aparatów wyświetlających w kinach filmy propagandowe (Akcja „Kino”), sabotaż kolejowy, a także zdobywanie broni. Dziewczęta, pod dowództwem Anny Surowiec, pseudonim Żywia, zajmowały się głównie ubezpieczaniem akcji, łącznością i prowadziły działania wywiadowcze.
Pierwsze aresztowania miały miejsce w sierpniu i wrześniu 1943 r., kolejne zaś rozpoczęły się 14 listopada tego samego roku. Do kwietnia 1944 roku aresztowana została większość Plutonu. Udział w tak szybkim działaniu Gestapo miał Sławomir Mądrala, pseudonim Pirat, który próbując ratować swoje życie zdecydował się na współpracę i zdradę koleżanek i kolegów. Członkowie Plutonu zostali rozstrzelani w publicznych egzekucjach, zakatowani w więzieniu na ul. Montelupich lub siedzibie Gestapo przy ul. Pomorskiej 2, przewiezieni do obozów koncentracyjnych (m.in. w Neuengamme i Ravensbrück). Przy życiu pozostali jedynie Janina Potoczek, pseudonim Telimena i Stanisław Pławecki, pseudonim Sulibor. Zdrajca został skazany na śmierć przez podziemny Wojskowy Sąd Specjalny. Pierwsza próba nie była udana, uratował go nieznany przechodzień. Wyrok wykonano ostatecznie 31 marca 1944 roku. „Pirat” został rozstrzelany w swoim mieszkaniu przy ul. B. Limanowskiego.
Znajdująca się na frontowej tablicy inskrypcja brzmi:

Harcerzom Żołnierzom Kedywu AK 
 plutonu dywersyjnego
„Alicja”  
 Krakowskich Szarych Szeregów 
wiernych Ojczyźnie 
 i prawu harcerskiemu  
 którzy 
 oddali życie w walce  
 o wolność i niepodległość Polski  
 w latach 1943–1944  
 Kraków 
 Szare Szeregi

Inskrypcja na bocznej górnej tablicy:

ZGINĘLI NA SŁUŻBIE 
 KRAKOWSKICH SZARYCH
 SZEREGÓW

 Barycz Mieczysł. „Lis” lat 22 
Baraniuk Fran. „Szulce” lat 21 
 Czarny Zdzisł. „Pikuś” lat 17 
Czarny Stanisław lat 19
 Dąbrowski Tadeusz lat 17 
Drapich Marian „Lawina” lat 18 
 Drapich Józef lat 17 
 Dziedzic Halina „Alina” lat 16 
 Folwark Bog. „Mściwój” lat 18 
 Gaweł Antoni „Luby” lat 22 
 Grochala Tadeusz lat 18 
 Handzlik Marian lat 16 
 Jaguś Arkadi „Kadek” lat 21 
 Jaguś Wiesław lat 18 
 Karaś Stanisław lat 19

Inskrypcja na bocznej dolnej tablicy:

Kraus Jerzy „Przemko” lat 18 
 Latowiecki Ludwik lat 21 
Latowiecki Wł. „Wałkoń” lat 20 
 Niziński Andrz. „Lasota” lat 17 
 Niżnik Marian lat 21 
 Niżnik Władysław lat 23 
 Seidel Aleksander lat 17 
Seidel Karol lat 21 
 Skwarczowski Wład. lat 16 
 Sułek Wład. „Mahomet” lat 17 
 Stachura Mieczysł. Lat 18 
 Szczurek Wład. „Szatan” lat 18 
 Świstak Józef „Bunkier” lat 18 
 Świstak Zb. „Przepiórka” lat 18 
Woźniczka Feliks lat 16 
 Woźniczka Tadeusz lat 22 
 Wytyśnik Stef. „Baca” lat 19 

 ORAZ INNI KTÓRYCH 
PAMIĘĆ JUŻ ZAGUBIŁA